# Martha

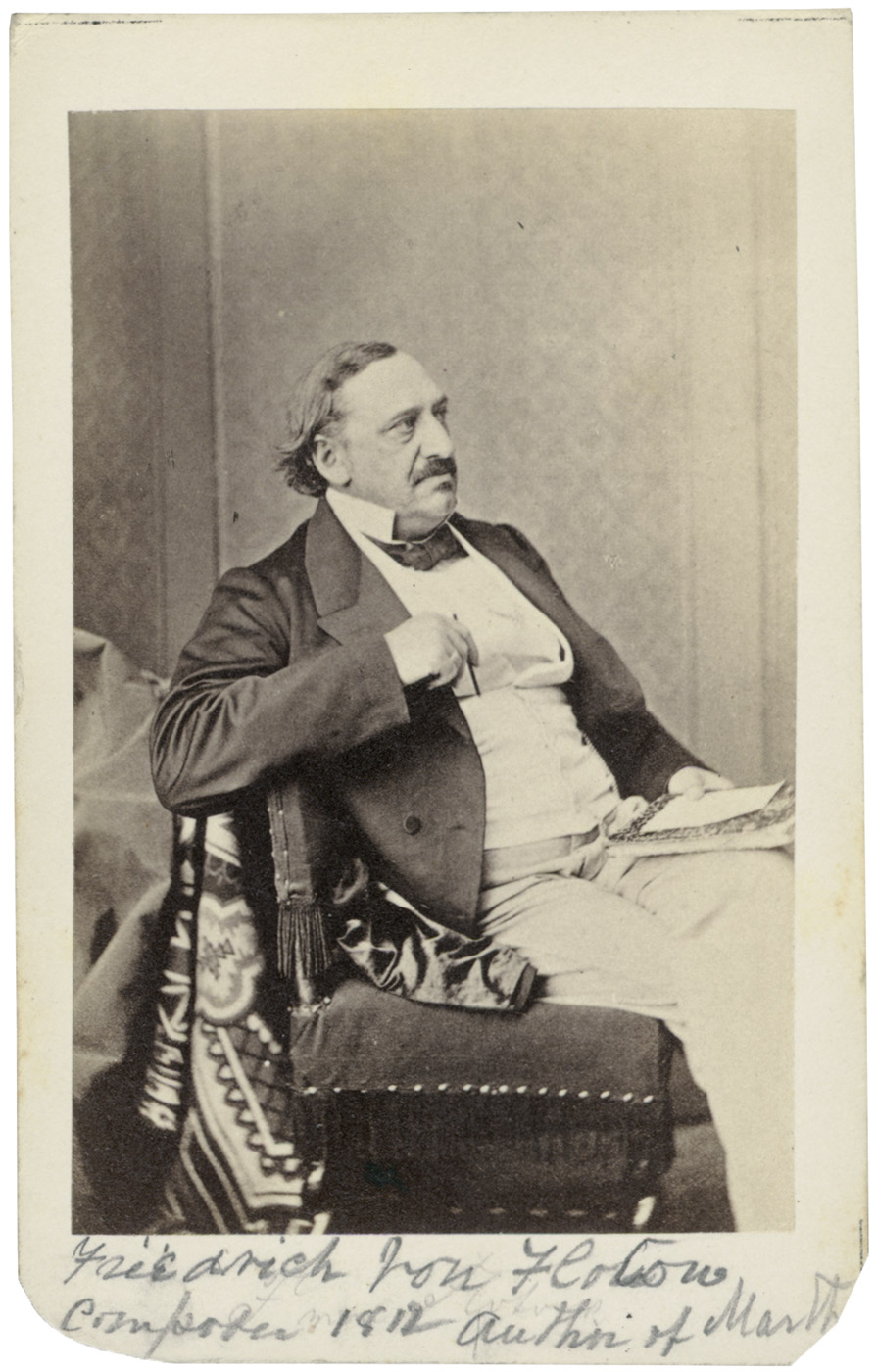
Friedrich von Flotow

Martha eller Marknaden i Richmond (tyska: Martha oder Der Markt zu Richmond) är en tysk opera i fyra akter med musik av Friedrich von Flotow. Libretto av Friedrich Wilhelm Riese som bygger på en balettpantomim av Jules-Henri Vernoy de Saint-Georges.

## Historia
När von Flotow efter den sensationella framgången med Alessandro Stradella (1844) fick ett uppdrag från Wiener Hofoper, bestämde han sig för att samarbeta med dramatikern Riese och återanvände balettpantomimen Lady Hariette ou La servante de Greenwich, som han tidigare hade tonsatt med Friedrich Burgmüller och Édouard Deldevez. På grund av tidsbrist hade kompositionsarbetet delats upp så, att tre olika kompositörer fick var sin akt att slutföra. von Flotow åtog sig första akten och därur växte sedan operan Martha fram.
Den uruppfördes på Kärntnertortheater i Wien 25 november 1847. 

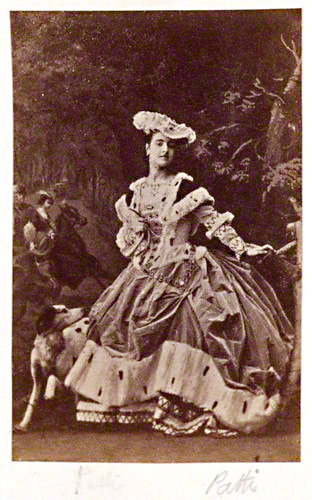
Adelina Patti som Lady Harriet i Martha. Foto juli 1861.

Den svenska premiären ägde rum på Stockholmsoperan den 27 november 1850 och den iscensattes åter med premiär den 21 september 1968.

## Roller
- Lady Harriet Durham, hovfröken hos drottningen (sopran)
- Nancy, hennes förtrogna, kammarjungfru (mezzosopran)
- Lord Tristan Mickleford, lady Harriets kusin och uppsyningsman över kungens pager (basstämma)
- Plumkett, rik arrendator (basstämma)
- Lyonel, hans fosterbror (tenor)
- Domaren i Richmond (basstämma)
- Jaktsällskap, bondfolk, tjänsteflickor, betjänter samt borgare i Richmond.

## Handling
Martha utspelar sig i Richmond med omgivningar i England under drottning Annes regeringstid 1702-1714 och består av ett antal muntra, romantiska och mycket känslosamma äventyr. Operan innehåller en mängd melodier, som lätt blir till örhängen. Dess populäraste nummer är en gammal irländsk sång med ny text av Thomas Moore.
Akt I
Drottningens hovdam lady Harriet har tråkigt trots att hennes väninna Nancy försöker pigga upp henne. Hon får besök av sin kusin lord Tristan Mickleford som länge och utan framgång har uppvaktat henne och när hennes ögon faller på en skara sjungande bondflickor på väg till marknaden i Richmond kommer hon på idén att hon och Nancy skall klä ut sig i bondkläder och enligt gammal sed ta tjänst som pigor i Richmond. Lord Tristan måste också klä ut sig.
Bland bönderna på marknaden befinner sig den rike arrendatorn Plumkett och hans fosterbror Lyonel, vars härkomst är okänd. Det enda han äger är en ring, och den skall han skicka till drottningen om han någonsin råkar i fara.
Domaren i Richmond tillkännager reglerna för marknaden. En flicka som tar plats är tvungen att stanna hos sin husbonde i ett år. Lady Harriet och Nancy roar sig med att acceptera Plumketts och Lyonels erbjudande, men när de vill dra sig undan åberopar de båda bröderna lagen och de unga damerna måste följa med dem hem.
Akt II
Det visar sig snabbt att varken Martha, som Harriet kallar sig, eller Nancy, som går under namnet Julia, begriper sig på hushållsarbete, men Lyonel förälskar sig i Martha och vill gifta sig med henne. Plumkett blir intresserad av Julia. På natten knackar lord Tristan på fönstret och hjälper sin kusin och Nancy att rymma.
Akt III
Drottningen är på jakt i närheten av Richmond, och Nancy går in på ett värdshus i sällskap med några väninnor. Där får Plumkett syn på henne och vill tvinga henne tillbaka till hennes plats, men hon lyckas komma undan. Även Lyonel och lady Harriet träffas på värdshuset ("Ach, so fromm, ach so traut"), men hon förnekar honom och förklarar att han har tappat förståndet. Lyonel känner sig sviken och förebrår Harriet för att hon har lekt med hans känslor ("Mag der Himmel euch vergeben"), men lord Tristan låter arrestera honom. I sista ögonblicket får Lyonel tillfälle att kasta sin ring till Plumkett och be honom överlämna den till drottningen.
Akt IV
Lady Harriet ångrar sig och uppsöker Lyonel. Hon berättar att hon har fått veta att han i själva verket är son till den landsförvisade greve Derby och att hon gärna vill gifta sig med honom. Men Lyonel är sårad och säger nej. Harriet ordnar då en ny marknad utanför Lyonels gård där hon ödmjukt erkänner att hon är beredd att avstå från allt för hans skull, och övertygad om hennes uppriktighet tar Lyonel henne i famnen. Plumkett och Nancy följer deras exempel.

## Berömda utdrag
- Akt 2. Die letzte Rose (Lady Harriet).
- Akt 3. "Portervisan" (Plunkett); Ach so fromm - M'appari (Lionell); Mag der Himmel euch vergeben (Lionel, Plunkett, Lady Harriet och Nancy).